# Air Antilles
Air Antilles is een Franse luchtvaartmaatschappij. De thuishaven is Pointe-à-Pitre International Airport in Guadeloupe, Frankrijk. Het is een regionale luchtvaartmaatschappij die op lijndienstbasis en seizoensgebonden vluchten uitvoert. 

## Geschiedenis
De luchtvaartmaatschappij begon in december 2002 en werd opgericht door Air Guyane Express. Ze delen de callsign, IATA en ICAO codes.
In 2016 werd de naam veranderd van Air Antilles Express naar Air Antilles. Dit gebeurde na de ontvangst van de eerste ATR 72-600

## Vloot
De vloot bestond eind augustus 2017 uit de volgende vliegtuigen:
| Vliegtuig | Totaal | Orders | Passagiers |
| --------- | ------ | ------ | ---------- |
| ATR 42    | 4      | 0      | 48         |
| ATR 72    | 1      | 0      | 72         |
| Totaal    | 5      | 0      |            |